# Dallos
Dallos (ダロス, Darosu) est un OAV de science-fiction japonais réalisé par Mamoru Oshii et sorti de décembre 1983 à juin 1984, en quatre vidéos de 30 minutes. Cet anime est principalement connu pour avoir été le premier OAV réalisé au Japon.

## Synopsis
L’histoire fait le récit de la guerre d’indépendance entre les colonies lunaires et la Terre dans un contexte futuriste, à la fin du XXIe siècle. En effet, une partie des habitants des colonies sont exploités dans les riches mines sur la Lune par les maîtres terrestres des exploitations. Bien moins riches et armés, les rebelles pratiquent principalement la guérilla contre les armées terrestres.
L’histoire se concentre sur Doug McCoy (ou Dog), le chef de la rébellion, et Shun, jeune guérillero qu’il prend sous son aile. Militairement inférieurs, les rebelles reportent leurs espoirs sur Dallos, un artefact technologique mystérieux découvert par les premiers colons sur la Lune.

## Production et analyse
Dallos reste le premier anime produit spécifiquement pour la vidéo et non la télévision ou le cinéma. À travers ce nouveau média, c’est un public de niche plus adulte qui est visé. Le projet démarre initialement en 1982 lorsque Bandai décide de produire une série TV devant permettre de bonnes ventes de jouets et de maquettes, en une période de morosité économique. Plusieurs studios se positionnent sur le projet, dont le jeune Studio Pierrot où travaille Mamoru Oshii. Ce dernier est associé à la production de Dallos au sein du studio, avec Itō et son mentor Hisayuki Toriumi ; il réalise les quatre épisodes, ainsi que les storyboards de trois. Toutefois, d’après B. Ruh, Bandai suggère dès l’origine plusieurs idées facilement commercialisables en produits dérivés, concernant robots, armes ou personnages. Malgré tout, Bandai est rapidement sceptique sur les chances de succès et le studio propose alors le format des cassettes vidéo, afin de réduire les frais de diffusion,. C’est ainsi que le projet Dallos s’oriente vers l’OAV ; en plus de répondre aux craintes commerciales de Bandai, le format doit de plus permettre de se démarquer de la concurrence.
Le scénario, inspiré d’un roman de Robert Heinlein, Révolte sur la Lune (1966), s’inscrit clairement dans le genre de la science-fiction et du space opera ; il est aussi proche aussi de la série de mecha Gundam qui, quatre ans auparavant, met également en scène la rébellion de colonies spatiales contre la Terre de façon réaliste et mature. Toutefois, le format vidéo permet une exploration plus profonde des thèmes de la science-fiction, et après Dallos, nombre d’OAV s’inscrivent avec succès dans le genre (Megazone 23, Bubblegum Crisis ou Appleseed par exemple). Les scènes d’action sont aussi très présentes.
Visuellement, la ville lunaire, avec ses mines, tunnels, métros et autres infrastructures rappelle les classiques de la science-fiction (de Metropolis de Fritz Lang à 2001, l'Odyssée de l'espace de Stanley Kubrick). Oshii s’intéresse aux oppositions très tranchées entre quartiers pauvres (noirs, anguleux, concentrés en cercle) et opulents (lumineux, élancés). Les dessins des personnages restent quant à eux assez classiques de l’époque. Dans un objectif commercial, le personnage de Doug McCoy est inspiré de l’apparence et du style de Sylvester Stallone dans Rambo.

## Réception
Dallos sort en 1983 et 1984 en quatre parties de trente minutes. Une version unique (de 120 minutes) est également commercialisée, ainsi qu’une compilation de 85 minutes intitulée Dallos Special (version exportée aux États-Unis). Il est par la suite diffusé à la télévision sur la chaîne Bandai Channel. Les ventes cumulées des quatre volumes se montent à environ 20 000 exemplaires en 1985 selon le journal Nikkei Sangyo Shimbun (en).
Pour H. McCarthy et J. Clements, l’histoire était pleine de promesses, mais a été mal exécutée avec des lacunes dans le scénario et une animation pauvre. Ils soulignent également des détails peu réalistes comme la gravité sur la Lune. B. Ru souligne également un scénario de space opera guère original, surtout comparé à Gundam, sorti peu avant ; il donne deux éléments potentiellement explicatifs : la prépondérance des intérêts commerciaux pour Bandai (vente de jouets surtout) et le travail en parallèle d’Oshii sur son film Lamu : Un rêve sans fin, artistiquement bien plus achevé.
Toutefois, en tant que pionnier du support OAV, Dallos a durablement marqué l’histoire de l’animation japonaise. Plusieurs éléments de cette œuvre de jeunesse se ressentent ensuite dans le cinéma d’Oshii (Patlabor et Jin-Roh en particulier), notamment les chiens-robots, la mise en scène de certains combats ou la gestion de l’espace. Ses thèmes de prédilections (fanatisme religieux, relation entre individu et communauté, mégalopole déshumanisée) y sont aussi esquissés.

## Fiche technique
Les informations ci-dessous proviennent de The Anime Encyclopedia et Anime News Network.

### Équipe de réalisation
Équipe de réalisation
- Réalisation : Mamoru Oshii
- Scénario : Hisayuki Toriumi, Mamoru Oshii
- Musique : Hiroyuki Nanba, Ichirō Nitta
- Conception des personnages : Toshiyasu Okada
- Conception des mecha : Masaharu Satou
- Direction de l’animation : Toshiyasu Okada
- Direction artistique : Mitsuki Nakamura
- Direction du son : Shigeharu Shiba
- Direction de la photographie : Akio Wakana, Masayoshi Miyakojima
- Producteur : Yūji Nunokawa
- Studio : Studio Pierrot
- Production : Bandai Visual

Doublage
- Hideki Sasaki (ja) : Shun Nonomura
- Kōji Nakata : narrateur
- Mizuho Suzuki (ja) : Taizo Nonomura
- Rumiko Ukai : Rachel
- Shūichi Ikeda (ja) : Alex
- Tesshō Genda : Doug McCoy
- Yoshiko Sakakibara : Melinda Hurst

### Liste des épisodes
1. リメンバー・バーソロミュー (Rimenba Basoromyū, littéralement « Rappelle-toi Bartolomé »), 28 janvier 1984
2. ダロス破壊指令！ (Dallos Hakai Shirei!, littéralement « Ordre de destruction de Dallos »), 21 décembre 1983
3. 望郷の海に起つ ─ACT. I─ (Bokyō no Umi ni Tatsu -ACT. I-, littéralement « Émergence de la mer de nostalgie, acte I »), 29 avril 1984
4. 望郷の海に起つ ─ACT. II─ (Bokyō no Umi ni Tatsu -ACT. II-, littéralement « Émergence de la mer de nostalgie, acte II »), 5 juillet 1984

Fait particulier, c’est en fait la cassette vidéo du second épisode qui sort en premier dans le commerce,.